# ژان-پل برتران-دمان
ژان-پل برتران-دمان (فرانسوی: Jean-Paul Bertrand-Demanes‎؛ زادهٔ ۱۳ مهٔ ۱۹۵۲) بازیکن سابق فوتبال اهل فرانسه است.
از باشگاه‌هایی که در آن بازی کرده‌است می‌توان به باشگاه فوتبال نانت اشاره کرد.
وی همچنین در تیم ملی فوتبال فرانسه بازی کرده‌است.